# Labradorite

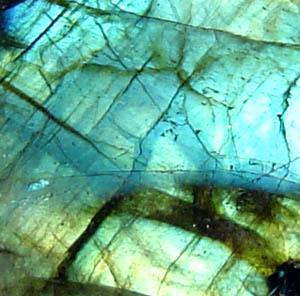
Detalhe de amostra de labradorite mostrando a iridescência típica deste mineral

A labradorite ((Ca,Na)(Al,Si)4O8) é um mineral do grupo dos feldspatos, um dos membros cálcicos intermédios da série da plagioclase. Define-se geralmente como tendo "%An" (anortite) entre 50 e 70. O peso específico varia de 2,71 a 2,74 e o índice de refracção de 1,555 a 1,575. São frequentes os cristais maclados. Tal como todos os membros da série da plagioclase, cristaliza no sistema triclínico e possui três direcções de clivagem, duas das quais formam prismas quase rectos. 
Ocorre sob a forma de grãos de cor branca a cinza em rochas ígneas máficas, sendo um feldspato comum em basaltos, gabros e anortositos. A sua característica mais facilmente reconhecível são as reflexões superficiais com aspecto de mancha de óleo. 
O local típico de ocorrência da labradorite é a ilha de Paul, perto da localidade de Nain, na província de Terra Nova e Labrador, no Canadá, de onde a sua designação. Ocorre em grandes massas cristalinas em anortosito, exibindo iridescência ou jogo de cores. A iridescência resulta de intercrescimentos lamelares, como consequência de mudança de fase ocorrida durante o arrefecimento. As variedades gemológicas de labradorite que exibem um alto grau de iridescência são designadas espectrolites. 

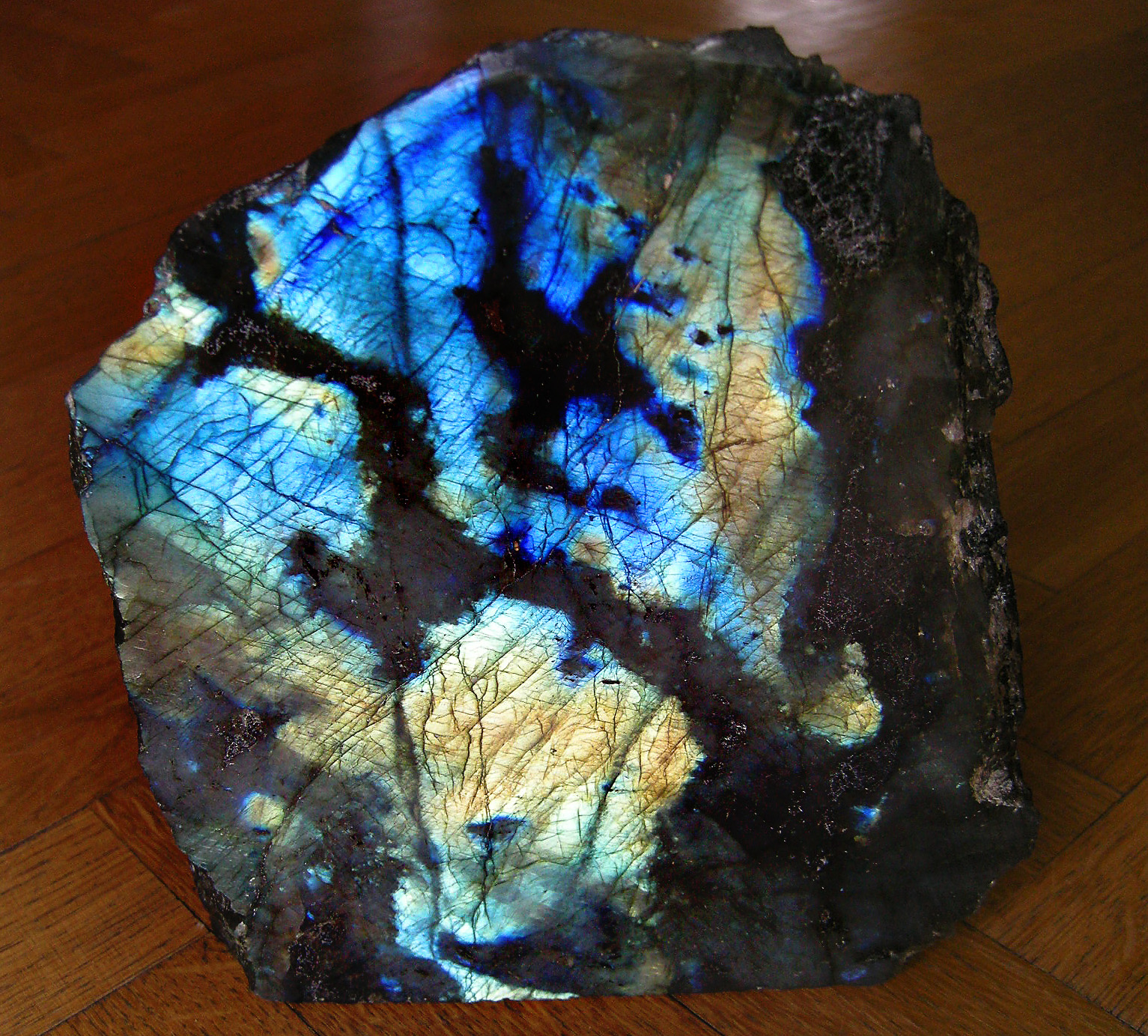
Labradorite polida

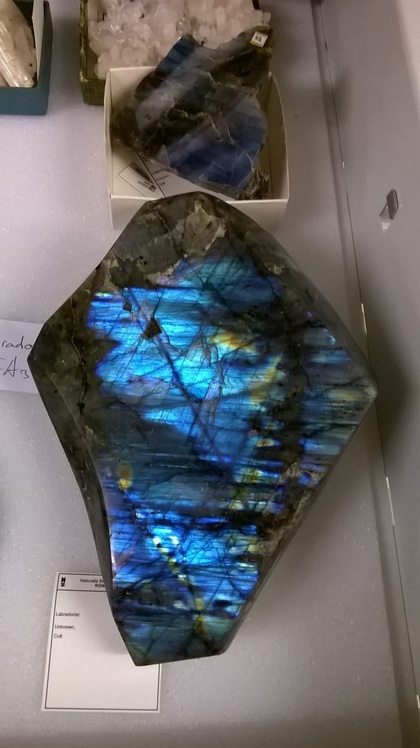
Labradorite em um museu. A superfície lembra a de um CD